# Tò he

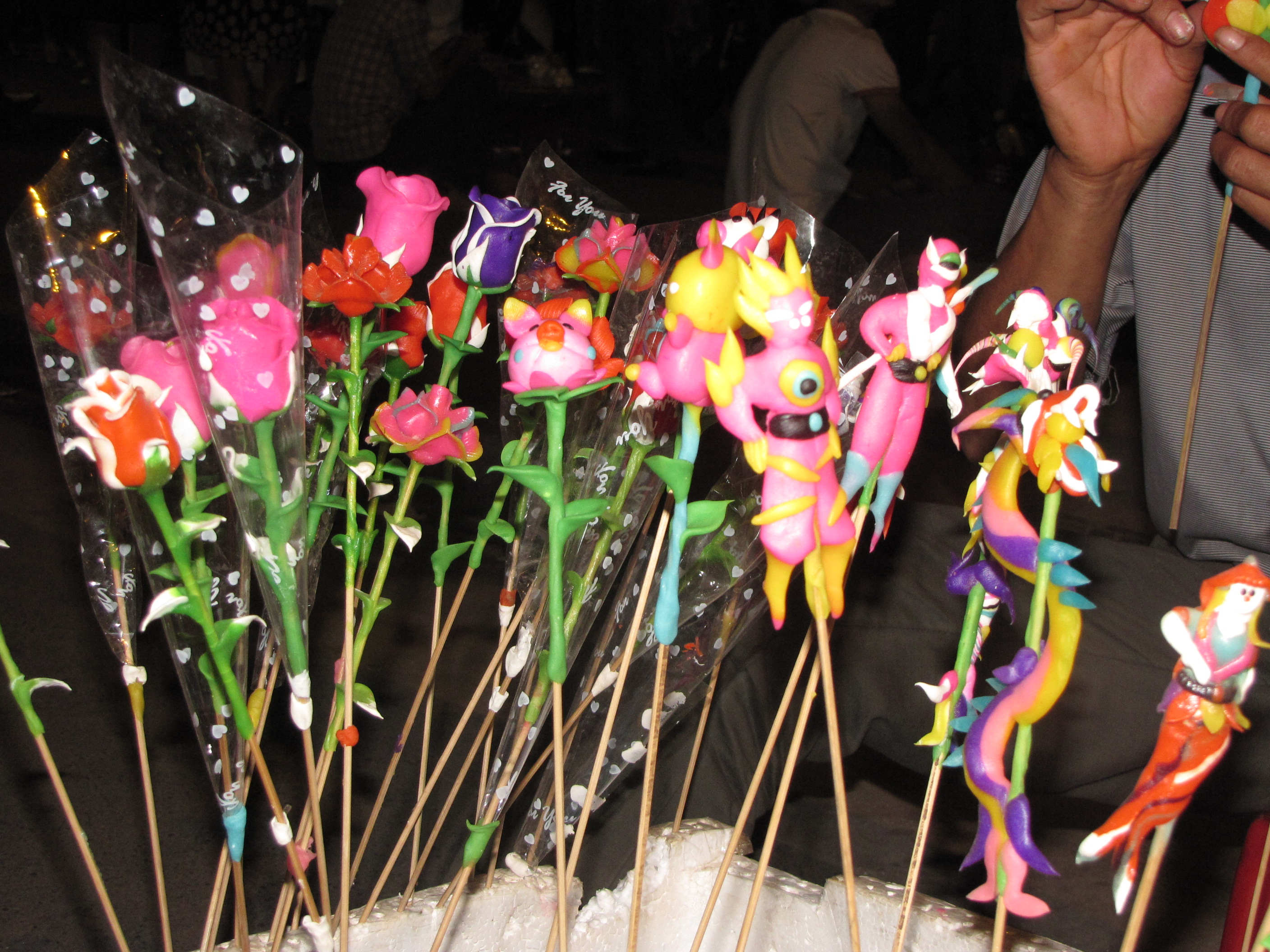
Tò he tối ngày 10-10-2010 tại Hà Nội

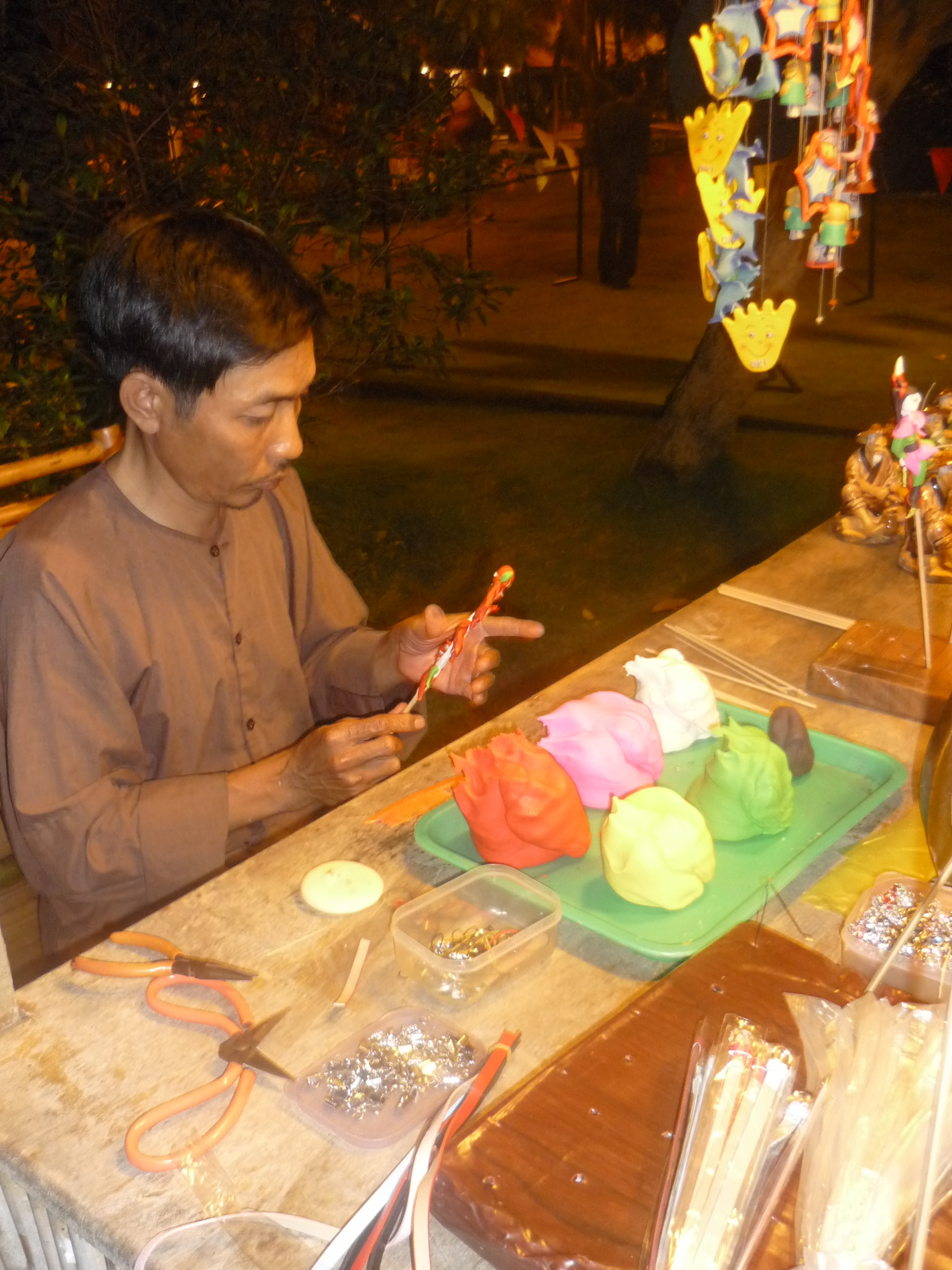
Một nghệ nhân đang làm tò he

Tò he, còn gọi là giống bột, là một loại đồ chơi trẻ em dân gian của Việt Nam, có thể ăn được. Ngày nay, nặn tò he là một nét văn hóa dân gian ở các vùng quê Việt Nam, đặc biệt là Bắc Bộ. Nặn tò he xuất hiện tại Trung Quốc rồi theo chân người Hoa tới miền Nam Việt Nam không rõ từ lúc nào, có giả thiết khác cho rằng do các nghệ nhân miền Bắc di cư vào Nam, tuy nhiên, mức độ phổ biến không bằng tại miền Bắc. Ban đầu, tò he là sản phẩm làm bằng bột dùng để cúng lễ nên chúng thường có hình thù các con vật như công, gà, trâu, bò, lợn, cá,... vì vậy, người ta gọi sản phẩm này là "đồ chơi chim cò". Một số vùng tại miền Bắc, người ta còn gọi là "con bánh" vì bên cạnh hình thù các con vật, người ta còn nặn bột thành nải chuối, quả cau, chân giò, đĩa xôi,... tạo thành mâm cỗ để đi chùa dâng cúng. Sản phẩm này có màu sắc tương đối giống đồ thực và có pha thêm chút đường nên có thể ăn được. Về sau, sản phẩm được gắn vào một chiếc kèn ống, ở đầu kèn có quét chút mạch nha, khi thổi phát ra âm thanh "tò te" thế nên có lẽ người ta gọi là "tò te", sau này nói trại thành "tò he".
Nơi có truyền thống về tò he là làng Xuân La, xã Phượng Dực, huyện Phú Xuyên, thành phố Hà Nội. Theo cách của làng này thì nguyên liệu chính để làm tò he là bột gạo có trộn ít nếp theo tỉ lệ 10 phần gạo, một phần nếp (sẽ cần phải cho thêm nhiều nếp để giữ được độ dẻo của sản phẩm nếu thời tiết nóng, hanh khô), trộn đều, ngâm nước rồi đem xay nhuyễn, luộc chín và nhào nhanh tay. Sau đó, người ta nắm bột lại thành từng vắt và nhuộm màu riêng từng vắt. Bốn màu cơ bản là vàng, đỏ, đen, xanh. Trước đây, người ta sử dụng màu có nguồn gốc từ thực vật và đun sôi với một ít bột: màu vàng làm từ hoa hòe hoặc củ nghệ, màu đỏ từ quả gấc hoặc dành dành, màu đen thì đốt rơm rạ hoặc dùng cây nhọ nồi, màu xanh lấy từ lá chàm hoặc lá riềng. Các màu sắc trung gian khác đều được tạo từ bốn màu này. Bây giờ, người ta chuyển sang sử dụng màu thực phẩm công nghiệp vì tiện ích của nó.

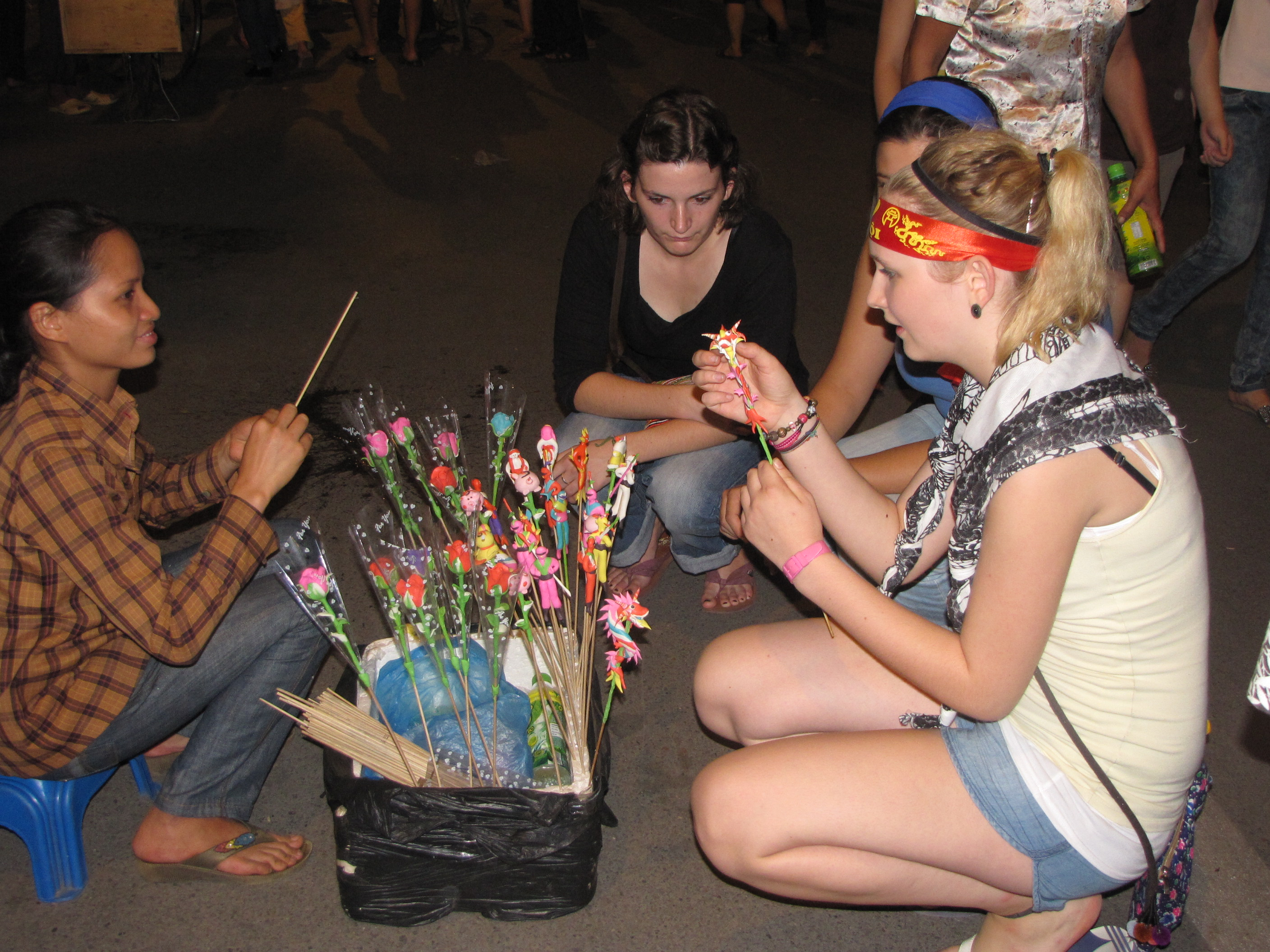
Du khách nước ngoài cũng rất yêu thích Tò he

Ngày nay, các nghệ nhân không chỉ nặn tò he với hình thù đơn giản về các con vật, các loại trái cây… nhưng còn nặn nhiều hình thù phong phú khác: 12 con giáp, nhiều nhất là các nhân vật mà trẻ con yêu thích như Doraemon, Bạch Tuyết, siêu nhân, Tề Thiên, Trư Bát Giới, người nhện,...
Các nghệ nhân thường di chuyển xa nhà, rong ruổi trong các phiên chợ quê, các làng xóm, phố phường để nặn tò he bán, nhất là khi nơi nào có đình đám, hội hè. Hành trang đồ nghề của họ khá đơn giản: một con dao nhỏ, vài que tre, chút sáp ong, một cái lược và một thùng xốp để cắm tò he lên trưng bày.

## Tò he Trung Quốc
Giống như tò he ở Việt Nam, ở Trung Quốc tò he được gọi là diện tố (tiếng Trung: 面塑; bính âm: Miànsù; nghĩa đen "tượng bột"). Tò he Trung Quốc là một nghề thủ công truyền thống, đã trở thành nét văn hóa đặc sắc, các công đoạn chế tạo của nghệ nhân lại khá giống nhau. Khác với tò he Việt Nam, tò he Trung Quốc thường sử dụng bột mỳ, đôi khi là từ đất sét nhuộm phẩm màu. Ở Dương Châu, nguyên liệu chủ yếu ở đây là bột giấy, sau đó trộn một chút cao su và chất tạo màu. Tất cả mọi nguyên liệu đều được làm thủ công toàn bộ.
Diện tố (tò he) là một trong những nghệ thuật dân gian truyền thống của Trung Quốc có nguồn gốc từ Sơn Đông, Sơn Tây và Bắc Kinh. Bàn tay của nghệ nhân với những công cụ đơn giản để có được vật liệu theo nhu cầu của họ, sau nhiều lần nhào, nặn bằng tay, họ sử dụng một con dao tre nhỏ để khéo léo điêu khắc, vẽ và tạo hình cho sản phẩm. Ngay lập tức, một hình ảnh nghệ thuật sống động như thật sẽ ra khỏi tầm tay. Theo ghi chép lịch sử, nghệ thuật làm tò he của Trung Quốc đã được ghi chép bằng văn bản từ thời nhà Hán, trải qua hàng nghìn năm kế thừa và quản lý, có thể nói nó đã có lịch sử lâu đời, từ lâu đã trở thành một bộ phận của văn hóa Trung Quốc và nghệ thuật dân gian, tính thẩm mỹ không thể bỏ qua tính hiện vật. Về phong cách nhào nặn, lưu vực sông Hoàng Hà đơn giản, thô ráp, táo bạo và sâu sắc; lưu vực sông Dương Tử thì tỉ mỉ, duyên dáng và tinh tế.

## Hình ảnh

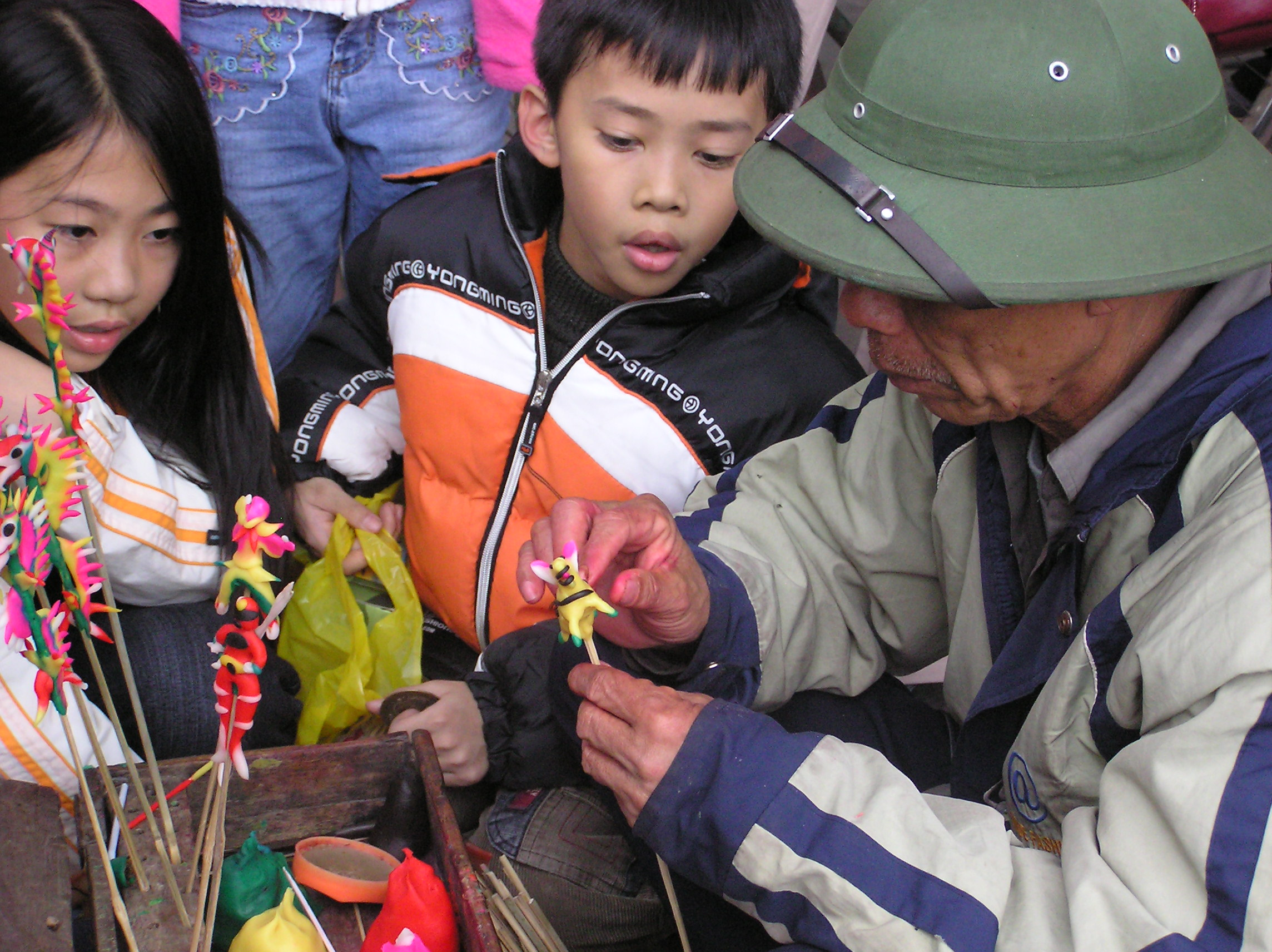
Xem nghệ nhân làm tò he
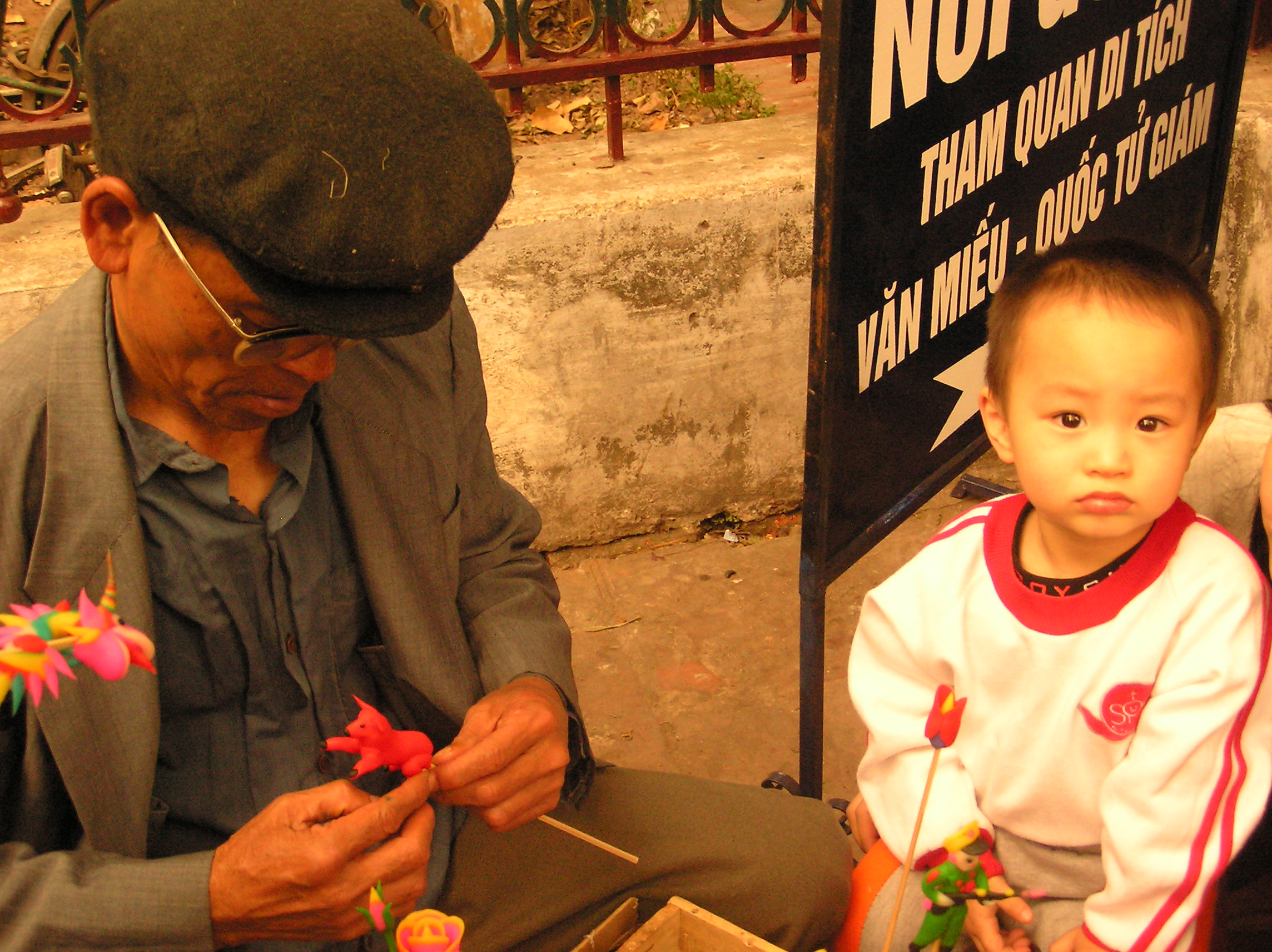
Nghệ nhân làm tò he hình con thú ở cạnh Văn Miếu, Hà Nội
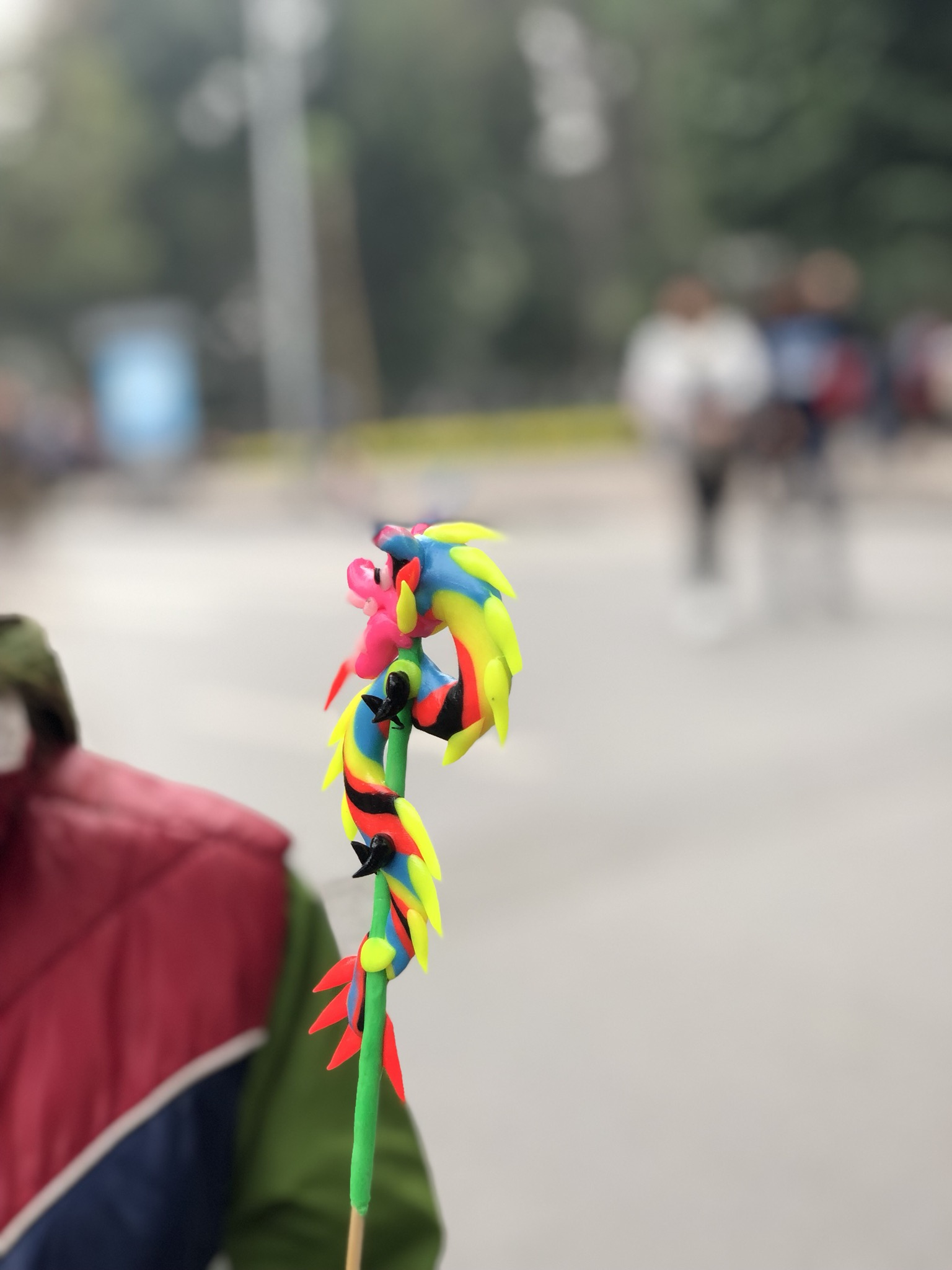
Tò he Rồng Việt Nam